# Joseph August von Törring-Guttenzell
Joseph August von Törring-Guttenzell (1. december 1753 i München – 9. april 1826 sammesteds) var en tysk greve og dramatisk forfatter.
Han studerede jura, blev 1773 hofkammerråd, var 1799—1801 præsident for Landesdirektion, senere præsident for statsrådet. Som dramatiker repræsenterer han det specielt bayerske ridderdrama og har skrevet tragedien Agnes Bernauerin (1780) og dramaet Kasper der Thorringer. Tragedien, der ofte er blevet spillet, danner indledningen til en lang række dramatiske arbejder — af blandt andre Friedrich Hebbel og Otto Ludwig — om denne bayerske nationalskikkelse. Det er skrevet i en kraftig, noget buldrende stil.